# Salvador Artigas
Salvador Artigas Sahún (Barcellona, 23 febbraio 1913 – Benidorm, 6 settembre 1997) è stato un allenatore di calcio e calciatore spagnolo, di ruolo difensore.

## Palmarès

### Allenatore

#### Club

##### Competizioni nazionali
- Coppa di Spagna: 1

Barcellona: 1967-1968